# Isabel María Schiaffino Portillo
Isabel María Schiaffino Portillo fue una comerciante e industrial nacida a principios del siglo XVIII en Albuñol, provincia de Granada. Fue la única hija de Agustín Schiaffino, comerciante genovés con propiedades e intereses económicos en Adra, provincia de Almería. Falleció en Adra en 1789.
Su historia como empresaria empezó al contraer matrimonio con Juan Bueno Mazón, natural de Génova como su familia, y patrón de barco y representante de los negocios familiares en la zona. Su dote fue un amplio paquete de empresas heredadas de su padre, cuyo capital tomó su esposo para establecer una nueva compañía con sus compatriotas Jerónimo de la Escole, Juan de Aste y José Marchani, regidores de Almería, y su cuñado Manuel Maltedo. Además, cuando su padre dejó su casa en Albuñol para trasladarse a Adra a finales de los años 1730, empezó a delegar funciones de dirección de su empresa dedicada al tráfico de refinados de azúcar y su cultivo en su hija, proceso que terminó hacia 1747. Ya en 1750 se avanzó en la integración vertical de la empresa, participando también en la transformación de la materia prima, alquilando al marqués de Caicedo su ingenio de azúcar de Adra.
Esta unión matrimonial hizo grandes inversiones económicas en los alrededores de la albufera de Adra para intentar aglomerar la mayor parte de la producción de la caña azucarera y alimentar así su ingenio azucarero. Cuando falleció su esposo en 1757, heredó ella todos los negocios de la familia, siendo algo muy poco frecuente en la época que una mujer llevara las riendas de una empresa, especialmente uno tan especulativo como el azucarero, tan vinculado al comercio exterior. Su hijo Antonio Manuel Bruno Mazón y Schiaffino fue su único apoyo, a quien le financió sus estudios de leyes en la Universidad de Granada, con el fin de que fuera su representante en Madrid.
Más tarde, y debido a las maneras ilegales de su socio, casi acaba en la bancarrota. A pesar de ello, recompuso con capital enteramente propio sus inversiones, y gracias a los beneficios generados, colocó a sus hijos en cargos de relevancia: Francisco obtuvo el empleo de alférez de la compañía fija de Adra y su hermano Juan Bueno Schiaffino le consiguió un buen partido con la rica Ana Barreda Segado, e influyendo para un segundo matrimonio con su prima Nicolasa Schiaffino, con el fin de consolidar alianzas comerciales con la familia. Tras la muerte prematura de sus descendientes, cambió sus inversiones a empresas de ganadería del campo de Dalías
En sus últimos años de vida, realizó más inversiones, esta vez en negocios de agricultura y ganadería asentados en el Poniente Almeriense, trasladándose a Dalías y desplazándose cuando fuera necesario a Enix, Felix y Vícar. En su testamento de 1782 dejó una talla de San Miguel Arcángel en herencia a la iglesia de Adra, en donde se constituyó una capellanía para Agustín Bueno Schiaffino, persiguiendo el prestigio social de la familia.